# Macrochiron avirostrum
Macrochiron avirostrum is een eenoogkreeftjessoort uit de familie van de Macrochironidae. De wetenschappelijke naam van de soort is voor het eerst geldig gepubliceerd in 1973 door Morris.